# Kiatak
Kiatak (på danska även Northumberland Ø) är en obebodd ö som ligger omkring två mil väster om Qaanaaq (Thule) i nordvästra Grönland. Under en period i början av 1900-talet fanns en bosättning på öns sydöstra sida, nära fjorden.